# Dañu
Dañu är en ort i Mexiko.   Den ligger i kommunen Nopala de Villagrán och delstaten Hidalgo, i den sydöstra delen av landet, 110 km nordväst om huvudstaden Mexico City. Dañu ligger 2 393 meter över havet och antalet invånare är 353.
Terrängen runt Dañu är kuperad åt sydost, men åt nordväst är den platt. Runt Dañu är det ganska tätbefolkat, med 155 invånare per kvadratkilometer. Närmaste större samhälle är Nopala de Villagran, 8,1 km nordost om Dañu. I omgivningarna runt Dañu växer huvudsakligen savannskog.